# Championnat de Bahreïn de football 1984-1985
Navigation
Saison précédente Saison 1994-1995
La saison 1984-1985 du Championnat de Bahreïn de football est la vingt-neuvième édition du championnat national de première division à Bahreïn. Les neuf meilleures équipes du pays sont regroupées au sein d'une poule unique où elles s'affrontent deux fois, à domicile et à l'extérieur. En fin de saison, le dernier du classement est relégué et remplacé par la meilleure équipe de deuxième division.
C'est le Bahrain Club qui remporte la compétition, après avoir terminé en tête du classement final, avec deux points d'avance sur le double tenant du titre, Al Muharraq Club et Riffa Club. C'est le quatrième titre de champion de Bahreïn de l'histoire du club.

## Les clubs participants
- Al Muharraq Club
- Riffa Club
- East Riffa
- Al Hala SC
- Al Qadisiya
- Jad Hafs FC - Promu de D2
- Al-Ahli Club
- Bahrain Club
- Budaiya Club

## Compétition

### Classement
Le classement est établi sur le barème de points classique (victoire à 2 points, match nul à 1, défaite à 0).
| Rang | Équipe            | Pts | J  | G  | N | P  | Bp | Bc | Diff |
| ---- | ----------------- | --- | -- | -- | - | -- | -- | -- | ---- |
| 1    | Bahrain Club      | 24  | 16 | 11 | 2 | 3  | 27 | 14 | +13  |
| 2    | Al Muharraq ClubT | 22  | 16 | 9  | 4 | 3  | 34 | 10 | +24  |
| 3    | Riffa Club        | 22  | 16 | 9  | 4 | 3  | 34 | 14 | +20  |
| 4    | East Riffa        | 19  | 16 | 8  | 3 | 5  | 24 | 24 | 0    |
| 5    | Al Hala SC        | 16  | 16 | 5  | 6 | 5  | 15 | 20 | -5   |
| 6    | Al-Ahli Club      | 13  | 16 | 5  | 3 | 8  | 20 | 17 | +3   |
| 7    | Jad Hafs FCP      | 11  | 16 | 4  | 3 | 9  | 18 | 24 | -6   |
| 8    | Al Qadisiya       | 11  | 16 | 4  | 3 | 9  | 15 | 30 | -15  |
| 9    | Budaiya Club      | 6   | 16 | 2  | 2 | 12 | 10 | 45 | -35  |

|  | Champion du Bahrain 1985                                                 |
|  | Relégation en deuxième division                                          |
|  | T : Tenant du titre C : Vainqueur de la Coupe du Bahreïn P : Promu de D2 |

## Bilan de la saison
| Championnat de Bahreïn de football 1984-1985                        |                         |
| Champion                                                            | Bahrain Club (4e titre) |
| Coupes et trophées                                                  |                         |
| Vainqueur de la Coupe de Bahreïn 1984-1985                          | Riffa Club              |
| Qualifications continentales                                        |                         |
| Coupe des clubs champions du golfe Persique 1986                    | Aucun                   |
| Promotions et relégations                                           |                         |
| Promus en Bahreïn Stars League                                      | Inconnu                 |
| Relégués en Championnat de Bahreïn de football de deuxième division | Budaiya Club            |